# Bartenshagen-Parkentin
Bartenshagen-Parkentin là một đô thị thuộc huyện Rostock (trước thuộc huyện huyện Bad Doberan), bang Mecklenburg-Vorpommern, Đức. Đô thị này có diện tích 15,2 km², dân số thời điểm ngày 31 tháng 12 năm 2006 là 1261 người.
Đô thị này gồm các làng Bartenshagen, Parkentin, Huetten, Neuhof and Bollbruecke.

Bartenshagen-Parkentin nằm giữa Bad Doberan và Rostock. Đô thị có hai phần: Bartenshagen nằm ở khu vực đất hơi cao Haegerort có cự ly khoảng 7 km so với Biển Baltic. Parkentin có cự ly khoảng 3 km về phía nam trung tâm Bartenshagen. 